# Presse du cœur

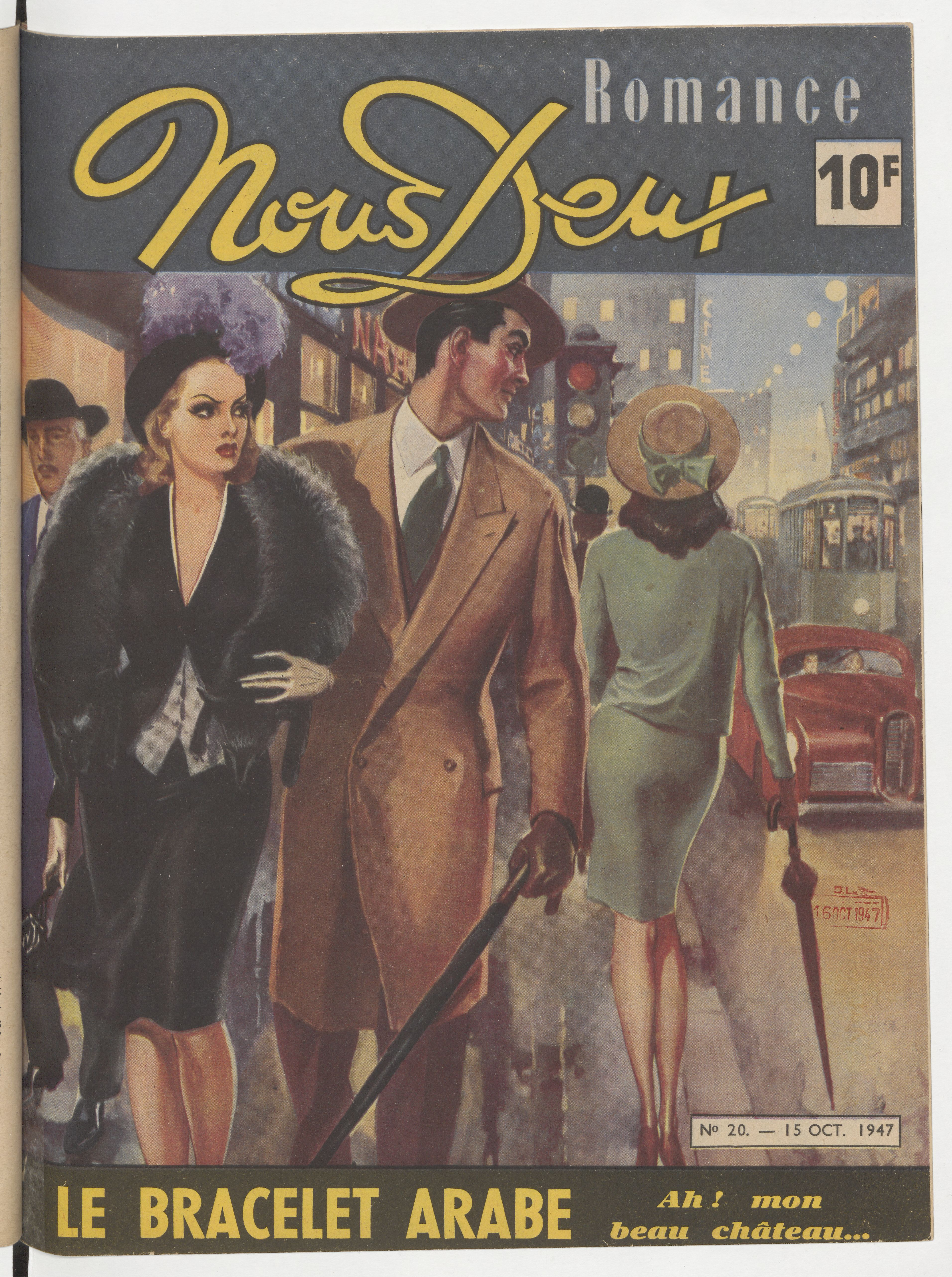
Couverture Nous deux no 120 (octobre 1947).

Dans les années d'après guerre, se développe une presse féminine sentimentale appelée aussi la presse du cœur. Ces magazines se composent de nouvelles, récits, romans dessinés puis romans-photos qui racontent l'amour et les sentiments.

## Histoire

### Origines de la presse du cœur
Paul Winkler crée le premier titre avec Confidences en 1938.
L'autre inspiration est italienne. Le 29 juin 1946, l’éditeur Universo, société de Domenico et Alceo Del Duca lance Grand Hôtel.
Cino Del Duca transpose ce modèle dans Nous Deux dont le premier numéro paraît le 14 mai 1947. Entre 1947 et 1963, Cino Del Duca lance 14 magazines féminins, comme Intimité, La Vie en fleur, Secrets de femmes, Festival, Madrigal. Deux titres, Intimité et Nous Deux, connaissent une progression fulgurante, dès leur lancement ils dépassent les 200 000 exemplaires. La croissance de Nous Deux est remarquable, il tire à 1,5 million d’exemplaires en 1955. "Intimité" oscille entre 500 et 600 000 exemplaires. D'autres titres existent comme Rêves, A tout cœur, Lisez-moi bleu...

### Évolution
À partir du milieu des années 1950, les tirages baissent, la presse du cœur perd un tiers de son lectorat entre 1955 et 1964. Plusieurs facteurs expliquent son déclin. La société rajeunit et les moins de vingt ans portent de nouvelles valeurs. Salut les copains constitue la nouvelle lecture des adolescents. La classe moyenne s’élargit ; plus instruite, elle renouvelle ses aspirations. Les nouveaux médias se généralisent, la radio est présente dans tous les foyers et la télévision devient un phénomène social de première importance. Le roman-photo est victime du succès de la télévision.

## Le contenu des magazines de la presse du cœur
Entre 1948 et 1955, la grande période de la presse du cœur,la structure de ces journaux reste stable. Ils sont constitués de deux ou trois romans dessinés, puis de romans-photos, d’une ou deux histoires vécues, d’un épisode d’un grand roman d'amour, de deux ou trois nouvelles et quelques rubriques pratiques comme le savoir-vivre, la mode, l'horoscope, les jeux, le courrier des lecteurs. Plus de 75 % de la surface totale est donc dévolue à la fiction sentimentale.

### La couverture
La presse du cœur se distingue d’abord par une belle couverture dessinée aux couleurs chatoyantes qui met en scène en général un jeune couple heureux. Il évoque l’amour, le bonheur et la réussite par la famille. Pendant de longues années, les dessins des couvertures sont réalisés en Italie par Walter Molino et Giulio Bertoletti. Elles sont souvent retouchées en France. D’autres dessinateurs, comme Pierre Frisano, les illustrent. Les dessins ne sont pas signés. L’anonymat est une constante dans les romans dessinés ou les histoires vraies. Cette part d’inconnu permet au lecteur de mieux s’approprier la fiction. Nous Deux présente toujours un couple ; dans les autres titres, la couverture présente plutôt un délicieux profil de visage féminin, souvent une photographie dont les couleurs sont rehaussées.

### Le roman dessiné et le roman-photo
Dès la fin du XIXe siècle, avec le développement de la photographie, des histoires sont présentées sous la forme de suites d'autochromes. C’est surtout avec le cinéma que la presse s’empare des films à succès, le nombre de salles de projection étant limité, la présentation des films en photographie, est une alternative appréciée. Le roman-photo est le produit du croisement du cinéma, du roman sentimental et de la bande dessinée. Deux formes de récits illustrés se côtoient pendant quelques années. Des histoires sous forme de vignettes dessinées et celles conçues à partir de photos. Les romans dessinés sont exécutés au lavisédie se marie mal avec l’amour.

### L’histoire vécue
e grand roman est annoncé sur la couverture, et débute dès les premières pages. Le roman d’amour sériel commence avec une rencontre, souvent un coup de foudre. Les héros ont des profils caractéristiques : elle est une jeune femme orpheline, servante dans une riche famille, lui est le fils incompris et original de cette famille. Au côté du (futur) couple s’inscrivent des personnages secondaires, des alliés et surtout des ennemis. Le récit s’articule autour de la lutte contre tous les obstacles qui se dressent sur le chemin de l’amour. Le couple doit les affronter à travers une multitude d’épreuves psychologiques, sociales, dramatiques et policières. Les actions s’enchaînent rapidement. Les rebondissements font la force du feuilleton, et donnent l’envie de poursuivre la lecture.

### Le roman sentimental
Le grand roman complet se tient sur trois à quatre pages, il est à suivre et peut paraître sur plus d’un an. Ils sont d'origine française, anglaises, italiennes ou américaines. Le roman sentimental  raconte une relation amoureuse depuis la naissance du sentiment jusqu'à l’aboutissement heureux ou malheureux. L’histoire se concentre autour d'un couple. Les autres personnages sont alliés ou ennemis. Le récit se construit en trois temps. Tout d’abord, la rencontre, souvent un coup de foudre réciproque. Elle permet de préciser d’où viennent les héros quelle est leur situation, leur état d’esprit et leur aspiration. Les profils sont caractéristiques : elle est dame de compagnie, il est fils de comtesse. Deuxième temps, la lutte contre tous les obstacles qui se dressent sur le chemin de l’amour. Les épreuves ont des causes internes ou externes : enlèvement par des bandits, événements historiques, séquestration par des parents hostiles, malentendus entre les partenaires, manigances d'un rival, distance sociale entre les amants. Les actions s’enchaînent rapidement. Ces rebondissements font la force du roman. Le dernier temps se conclut par la réalisation du bonheur. Chaque épisode livre un événement et un rebondissement.

### Les articles pratiques
Le reste des numéros comprend le courrier des lecteurs et des rubriques pratiques, comme le savoir-vivre, la mode, l'horoscope ou les jeux.